# Joe Hulme
Joseph Harold Anthony Hulme, detto Joe (Stafford, 26 agosto 1904 – Londra, 27 settembre 1991), è stato un calciatore, allenatore di calcio e crickettista inglese.

## Carriera
Nato a Stafford, Hulme inizialmente giocava come un'ala destra. Incominciò la carriera allo York City nel 1923, prima di trasferirsi al Blackburn Rovers l'anno successivo. Rimase due anni all'Ewood Park e realizzò 74 presenze in campionato, segnando sei goal. Firmò per l'Arsenal nel 1926, diventando uno dei più importanti acquisti di Herbert Chapman; conosciuto per la sua velocità e il suo controllo palla, Hulme trascorse dodici anni ai Gunners e divenne parte del Grande Arsenal degli anni trenta. Chiuse la carriera agonistica con la maglia dell'Huddersfield, dove trascorse un anno.
Dopo la Seconda guerra mondiale, nella quale Hulme aveva lavorato come poliziotto, divenne allenatore degli arcirivali dell'Arsenal, ovvero il Tottenham, che guidò dal 1945 al 1949.

## Palmarès
- Campionato inglese: 4

Arsenal: 1930-1931, 1932-1933, 1933-1934, 1934-1935
- Coppa d'Inghilterra: 2

Arsenal: 1929-1930, 1935-1936
- Charity Shield: 4

Arsenal: 1930, 1931, 1933, 1934